# Placówki dyplomatyczne i konsularne w Polsce: Ł
Stan na: 23 grudnia 2024

## Łotwa

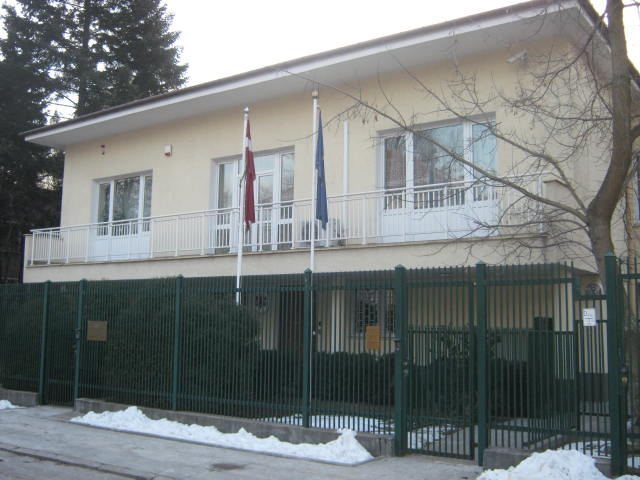
Ambasada Łotwy przy ulicy Królowej Aldony w Warszawie

Ambasada Republiki Łotewskiej w Warszawie
- szef placówki: Juris Poikāns (ambasador)
- Strona oficjalna

Konsulat Honorowy Republiki Łotewskiej w Białymstoku
- szef placówki: Artur Olechno (konsul honorowy)

Konsulat Honorowy Republiki Łotewskiej w Gdańsku
- szef placówki: Tomasz Limon (konsul honorowy)

Konsulat Honorowy Republiki Łotewskiej w Katowicach
- szef placówki: Tadeusz Biedzki (konsul honorowy)

Konsulat Honorowy Republiki Łotewskiej w Krakowie
- szef placówki: Rafał Brzoska (konsul honorowy)

Konsulat Honorowy Republiki Łotewskiej we Wrocławiu
- szef placówki: Martin Kaczmarski (konsul honorowy)
- Strona oficjalna